# Didymodon occidentalis
Didymodon occidentalis är en bladmossart som beskrevs av Richard Henry Zander 1978. Didymodon occidentalis ingår i släktet lansmossor, och familjen Pottiaceae. Inga underarter finns listade i Catalogue of Life.